# Kölner Stollen
Der Kölner Stollen (in „Kölner Bauweise“) ist ein Stollen-Vortrieb, bei welchem stählerne Verbaubögen als Stützelemente dienen, die auf stählerne oder hölzerne Schwellen aufgestellt werden.
Diese Bögen dienen als Lehre beim Vortrieb („Pfändung“) der Bleche in das gewachsene Erdreich. Das heißt, es handelt sich um einen Vortrieb gemäß DIN 18312 Ausbruchklasse 6/7. Die Vorpfänddielen müssen so lang sein, dass sie stets im gewachsenen Erdreich im Zusammenhang mit der verbauten Ortsbrust ein Widerlager erzeugen.
Das Verfahren wurde für die in den Kölner Böden gegebenen Bedingungen entwickelt.
Überwiegend werden diese Vortriebe für den Bau von Abwasseranlagen, aber auch zur Herstellung von Medienkanälen (Telefon, Kabelfernsehen und andere) in den sandigen Kiesen der Rheinterrasse hergestellt. Dabei handelt es sich um nichtbindige Böden ohne Kohäsion.

## Schwachpunkt
Schwachpunkt des Kölner Vortriebs war bis zu Beginn der 1990er der Bereich zwischen Außenkante Hauptbogen und der nach dem Stellen des Hauptbogens sichtbaren Pfändung. Dieser ringförmige Bereich wurde bis zu diesem Zeitpunkt mit kleinformatigen Holzteilen unter Zuhilfenahme von Holzwolle verbaut. In Abhängigkeit von der Lagerungsdichte und der Kornverteilung des vorhandenen Bodenmaterials war bei dieser Verbauart ein Nachrieseln der Körnung, verursacht durch die Erschütterung beim Eintreiben der Vorpfänddielen, nicht absolut sicher zu vermeiden. Dies wird nun dadurch verhindert, dass die oben beschriebene ringförmige Fläche durch eine Spritzbetonsicherung vor dem Eintreiben der Vorpfänddielen kraftschlüssig gesichert wird.
Auf eine gute Verzahnung der Vorpfänddielen ineinander durch Schlossform sowie eine konische Ausbildung im Firstbereich ist unbedingt zu achten. Von großem Vorteil ist die Flexibilität des Verfahrens beim Auffahren von Hindernissen aller Art.

## Einsatzmöglichkeiten
Große Steine, Findlinge
Steine und Findlinge stellen nur dann überhaupt ein Hindernis dar, wenn sie in der Rammflucht der Vorpfänddielen angetroffen werden. In diesem Fall wird die Vorpfändung unterbrochen, der Bodenabbau wird unter Einziehen einer neuen Ortsbrust bis zum vorhandenen Findling durchgeführt. Sodann kann der Findling beseitigt und die Vorpfändung weiter eingetrieben werden. Hohlräume können durch das Schließen mit Spritzbeton geschlossen werden.
Unvorhergesehenes Antreffen von Versorgungsleitungen
Beim Antreffen einer querenden Versorgungsleitung, z. B. in der Firste des Stollens wegen Abweichung von der exakten Höhenlage gegenüber der Planung, kann das Stollenprofil in seiner Querschnittsabmessung variiert werden. Das Hufeisenprofil kann bis zu einem Rahmenprofil variiert werden.
Unterfahrung von Kunstbauwerken
Im Bereich von Kunstbauwerken, die die Pfändung bzw. Teile des Stollenverbaus tangieren, kann das gewählte Stollenprofil entweder von vornherein oder nachträglich auf ein Rahmenprofil umgestellt werden. Im Extremfall kann das Rahmenprofil direkt gegen Unterkante Kunstbauwerk abgesteift werden. Die statischen Auflasten werden durch Reduzierung der Bogenabstände aufgenommen. Aufgrund der Vorhaltung der Spritzbetonanlage können Hohlräume und geringe Abstände zwischen Bogen bzw. Rahmenkonstruktion jederzeit kurzfristig durch Spritzbeton geschlossen werden.
Die Kölner Bauweise ist für alle denkbaren Querschnittsabmessungen und Größen geeignet.
Aufgrund der Setzungsfreiheit des Vortriebs wird das Verfahren vorzugsweise angewendet zur Unterfahrung von Bahnlinien, stark befahrenen Straßen, im Einflussbereich von Fundamentlasten und zur Unterfahrung von Kunstbauwerken, die setzungsfrei gestellt werden müssen.
Entsprechend den Erfordernissen kann der Vortrieb mit Radien bis 7,5 m hergestellt werden.